# Kabinett Erlandsson

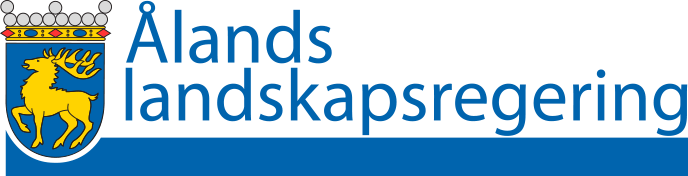
Logo der Åländischen Landschaftsregierung.

Das Kabinett Erlandsson war von 1991 bis 1995 die Landschaftsregierung von Åland, eine mit weitgehender politischer Autonomie ausgestattete Landschaft Finnlands.
Die Regierung wurde am 28. November 1991 vom Lantråd von Åland Ragnar Erlandsson vom Åländischen Zentrum C (Åländsk Center) gebildet und löste das Kabinett Eriksson ab. Die Regierung, der neben der Åländischen Zentrum auch Vertreter der der Freisinnigen Zusammenarbeit FS (Frisinnad Samverkan) und der Ålands Sozialdemokraten ÅSD (Ålands socialdemokrater) angehörten, blieb bis zum 24. November 1995 im Amt und wurde daraufhin vom Kabinett Jansson abgelöst.
Bei der Wahl am 20. Oktober 1991 wurde C unter dem neuen Vorsitzenden Ragnar Erlandsson mit 30,2 Prozent (10 Sitze) stärkste Partei, während Liberalen auf Åland LIB (Liberalerna på Åland) von Nils Holmström 22,9 (7 Sitze) und FS unter Roger Jansson 19,8 Prozent (6 Sitze) erhielten. Die ÅSD von Lasse Wiklöf kam auf 14,5 Prozent (4 Mandate) und Ungebundene Sammlung auf Åland ObS (Obunden Samling) unter Bert Häggblom auf 9,7 Prozent (3 Mandate), während Grüne auf Åland GRÖ (Gröna på Åland) von Christina Hedman-Jaakkola mit 2,8 Prozent den Wiedereinzug ins Lagting verpasste. Die bisherige RegierungsKoalition C, LIB und FS wurde allerdings nicht fortgesetzt, sondern es kam zu einer Koalition aus C, FS und ÅSD verfügte, die über 20 der 30 Sitze in der Lagting, dem Parlament von Åland, verfügte.
Bei der darauf folgenden Wahl am 15. Oktober 1995 wurde C unter Roger Nordlund mit 27,8 Prozent (9 Sitze) abermals stärkste Kraft, während die LIB von Olof Erlund 26,6 Prozent (8 Mandate) und die FS unter Roger Jansson 20,6 Prozent (7 Sitze) bekamen. Die ÅSD von Lasse Wiklöf erhielt 15,2 Prozent (4 Mandate) und die ObS unter Danne Sundman 9,8 Prozent (3 Sitze). Nach der Wahl kam es jedoch nicht zur Neuauflage der bisherigen Koalition von C, FS und ÅSD, sondern am 24. November 1995 zur Bildung einer Koalition von FS, C und ObS, die in der Lagting über 19 der 30 Sitze verfügte.

## Mitglieder des Kabinetts
Der Regierung gehörten folgende Politiker an:
| Amt                  | Amtsinhaber         | Partei | Partei | Beginn der Amtszeit | Ende der Amtszeit |
| -------------------- | ------------------- | ------ | ------ | ------------------- | ----------------- |
| Lantråd              | Ragnar Erlandsson   |        | C      | 28. November 1991   | 24. November 1995 |
| Vicelantråd Soziales | Harriet Lindeman    |        | FS     | 28. November 1991   | 24. November 1995 |
| Industrie            | Anders Eriksson     |        | C      | 28. November 1991   | 24. November 1995 |
| Finanzen             | Lasse Wiklöf        |        | ÅSD    | 28. November 1991   | 24. November 1995 |
| Bildung und Kultur   | Roger Nordlund      |        | C      | 28. November 1991   | 24. November 1995 |
| Verkehr              | Karl-Göran Eriksson |        | FS     | 28. November 1991   | 28. März 1994     |